# Pękalin, West Pomeranian Voivodeship
Pękalin [pɛnˈkalin] (tiếng Đức: Ellerhof) là một khu định cư ở khu hành chính của Gmina Mielno, thuộc quận Koszalin, West Pomeranian Voivodeship, ở phía tây bắc Ba Lan.